# Orion (skladba, Marjana Deržaj)
»Orion« je skladba iz leta 1963, ki jo je prepevala Marjana Deržaj v alternaciji s Katjo Levstik. Avtor glasbe je Jure Robežnik, besedilo pa je napisal Gregor Strniša.

## Slovenska popevka '63
Skladba je na Slovenski popevki '63 osvojila nagrado strokovne žirije za najboljšo glasbeno stvaritev. Spregledana s strani občinstva, a danes velja za eno najbolj znanih skladb iz zlate dobe naše popevke.

## Prva izvedba
Marjana Deržaj je na Slovenski popevki 1963 odpela prvo izvedbo in je tudi najbolj znana verzija. Izdana je bila na album kompilaciji Festival slovenske popevke Bled 63 na veliki vinilni plošči.

### Zasedba
Ob spremljavi kvarteta Mojmirja Sepeta so sodelovali:
- Borut Lesjak – orgle
- Mitja Butara – kitara
- Boris Vede – kontrabas
- Majda Sepe – vokal

## Druga izvedba
Katja Levstik je na Slovenski popevki 1963 odpela drugo izvedbo. Ta ni bila uradno posneta in izdana na nobenem nosilcu zvoka. In je tudi veliko manj prepoznavna od Deržajeve.

### Zasedba
- Katja Levstik – vokal
- Mario Rijavec – dirigent
- Zabavni orkester RTV Ljubljana – glasbena spremljava